# Armando Cereseto
Armando Cereseto (fl. XX secolo) è stato un calciatore italiano, di ruolo attaccante o difensore.

## Carriera
Calciatore italiano, militò nel  AC Ligure nella stagione calcistica precedente alla Grande Guerra. Giocò soltanto una partita di campionato contro l'Alessandria, persa 5 per 0.
Dopo il conflitto mondiale è tra le file della Sampierdarenese, sodalizio con cui ottiene il quarto posto del girone ligure della Prima Categoria 1919-1920.
L'anno seguente torna a militare nel Genoa, club con cui esordisce il 30 ottobre 1920 nel pareggio esterno per 1-1 contro la Sestrese. con i genoani ottiene il secondo posto nel Girone A delle semifinali nazionali.
Nel Genoa Riserve e nella Sampierdarenese fu schierato come difensore, mentre l'unico incontro con il Genoa lo disputò nel ruolo di attaccante.